# 334-й отдельный отряд специального назначения
334-й отдельный отряд специального назначения — военное формирование ВС СССР. Сформировано на базе 5-й бригады СпН, но основное время являлось частью 15-й бригады СпН.
Отряд участвовал Афганской войне, где стал самой мобильной и боеспособной единицей ОКСВА. Был первым подразделением, которое покинуло зону конфликта в рамках вывода советского контингента в 1988—1989 годах.

## Создание
К началу 1984 года руководство ВС СССР принимает решение о создании приграничной зоны «Завеса», целью которого стало уничтожение караванов, снабжающих афганских моджахедов оружием и боеприпасами из Пакистана и Ирана. Для проведения операции в зону боевых действий вводятся 2 отдельные бригады специального назначения (15-я и 22-я), задачей которых являлось блокирование караванных путей на большом участке в приграничье у афгано-пакистанской границы и частично в южной части афгано-иранской границы. Для этого бригады были рассредоточены отдельными отрядами (батальонами) по приграничным провинциям.
Одним из таких стал 334-й отдельный отряд специального назначения ГРУ, сформированный на основании Директивы Генерального Штаба ВС СССР от 7 декабря 1984 года. Формирование подразделения осуществлялось с 12 декабря 1984 года по 13 января 1985 года на базе 5-й отдельной бригады спецназа в городе Марьина Горка. В состав подразделения вошли военнослужащие из Белорусского, Ленинградского, Дальневосточного, Прикарпатского и Среднеазиатского военных округов. После завершения комплектации отряд был передан в состав ТуркВО (город Чирчик, Ташкентская область, Узбекская ССР).

## Афганистан
В период с 17 по 29 марта 1985 года отряд передислоцирован в Асадабад (провинция Кунар, Демократическая Республика Афганистан). Для соблюдения секретности он маскировался под 5-й отдельный мотострелковый батальон. 
Лагерь формирования находился в длинном ущелье, по которому протекала река. Базу, расположенную на островке, моджахеды неоднократно обстреливали с близлежащих гор. 

О работе бойцов 334-го участник конфликта Сергей Козлов отметил следующее:
В силу того, что провинция Кунар отличалась высокогорьем и тем, что практически все караванные маршруты проходили по своеобразной цепи укреплённых районов моджахедов, отряд использовал присущую только ему тактику. [....] Отряд отработал тактику штурмовых действий и внезапных налётов на укреплённые районы и отдельные их элементы. Из-за того, что избранная тактика была весьма рискованной, потери в этом отряде были наиболее высокие.
За время своей деятельности в регионе подразделение уничтожило почти все объекты противника. Военнослужащими совершено более 250 боевых выходов. При этом уничтожены 2851 мятежник и большое количество вооружений. Порядка 20 лидеров повстанцев попали в плен. Собственные потери составили 104—105 человека убитыми, тяжело ранеными — 124, легко ранеными — 196. Самым кровавым стал бой 21 апреля 1985 года в Мараварском ущелье, когда погибли 29 спецназовцев.
15 мая 1988 года отряд покинул Афганистан и вернулся в Марьину Горку.

## Командиры
В ходе участия в зарубежной кампании отряд возглавляли:
- Виктор Терентьев (март 1985 – май 1985);
- Михаил Михайло (май 1985 – июль 1985);
- Григорий Быков (июль 1985 – май 1987);
- Александр Клочков (июнь 1987 – ноябрь 1987);
- Владислав Гилуч (ноябрь 1987 – май 1988).

## Постсоветский период
6 апреля 2011 года издательство «Комсомольская правда» выпустило статью об участии в боевых действиях в Ливии на стороне Муаммара Каддафи белорусских военных советников. В частности, редакция писала:
Присутствуют в стране и сотрудники белоруского ГРУ. Большей частью это офицеры бывшего 334-го отряда спецназа, дислоцированного в Марьиной Горке под Минском. Но все они заключали индивидуальные контракты с ливийскими властями и получали финансирование именно от них.
Несколько месяцев спустя повстанцы взяли в плен Вячеслава Качура, бывшего начальника штаба 334-го отряда.